# Les Beaux Jours de ma jeunesse

Les Beaux Jours de ma jeunesse est un livre écrit par Ana Novac. C'est un des seuls journaux à avoir survécu aux camps de concentration. Écrit en hongrois (A téboly hétköznapjai), il est paru en français en 1968.